# Dasypogon aurarius
Dasypogon aurarius är en tvåvingeart som beskrevs av Christian Rudolph Wilhelm Wiedemann 1821. Dasypogon aurarius ingår i släktet Dasypogon och familjen rovflugor. Inga underarter finns listade i Catalogue of Life.